# Sukhrali
Sukhrali là một thị trấn thống kê (census town) của quận Gurgaon thuộc bang Haryana, Ấn Độ.

## Nhân khẩu
Theo điều tra dân số năm 2001 của Ấn Độ, Sukhrali có dân số 10.384 người. Phái nam chiếm 54% tổng số dân và phái nữ chiếm 46%. Sukhrali có tỷ lệ 78% biết đọc biết viết, cao hơn tỷ lệ trung bình toàn quốc là 59,5%: tỷ lệ cho phái nam là 82%, và tỷ lệ cho phái nữ là 74%. Tại Sukhrali, 12% dân số nhỏ hơn 6 tuổi.